# Prva plovidba
A Prva plovidba a Galija együttes első, 1979-ben megjelent nagylemeze, melyet az RTB adott ki. Katalógusszáma: LP 5322.

## Az album dalai

### A oldal ("Isplovljenje")
1. Avanturista (4:25)
2. Letnja pesma (4:37)
3. Pesma za dobro jutro (3:12)
4. Posrednik (7:30)

### B oldal ("Uplovljenje")
1. Mađioničar (4:42)
2. Gospi	(4:49)
3. Decimen (4:48)

## Közreműködők
- Nenad Milosavljević – ének, akusztikus gitár, harmónika
- Goran Ljubisavljević – gitár
- Predrag Branković – basszusgitár
- Ljubodrag Vukadinović – billentyűs hangszerek
- Boban Pavlović – dob

### Vendégzenész
- Predrag Milosavljević – vokál